# 阳高县署旧址
阳高县署旧址，位于中华人民共和国山西省大同市阳高县龙泉镇，已列为山西省文物保护单位。

## 保护
2016年6月6日，阳高县署旧址由山西省人民政府公布为第五批山西省文物保护单位，编号5-136。